# Vladimir Vokhmyanin
Vladimir Vokhmyanin (n. 27 ianuarie 1962, Temırtau⁠(d), RSS Kazahă, URSS) este un trăgător de tir ce a reprezentat Kazahstan, medaliat olimpic. A participat la 4 ediții ale Jocurilor Olimpice (1988, 1992, 1996, 2000) în care a câștigat două medalii de bronz.